# 무선 애드혹 망
무선 애드혹 망(Wireless ad hoc network, WANET; 무선 애드혹 네트워크) 또는 모바일 애드혹 망(mobile ad hoc network, MANET; 모바일 애드혹 네트워크)은 탈중앙 방식의 무선 네트워크이다. 이 네트워크가 애드혹인 이유는 유선망의 라우터 또는 무선망의 액세스 포인트 등 기존의 인프라에 의존하지 않기 때문이다. 그 대신 각 노드는 다른 노드의 데이터를 포워딩함으로써 라우팅에 참여하므로 어느 노드가 데이터를 포워드하는지에 대한 결정은 유동적으로 네트워크 연결과 사용 중인 라우팅 알고리즘을 토대로 동적으로 이루어진다.

## 같이 보기
- 애드 혹
- 애드혹 망
- 지연-내성 네트워크
- 개인 통신망
- 스마트 미터
- 와이파이 다이렉트
- 무선 메시 망
- 무선 센서 네트워크